# 大聖院 (京都市)
大聖院（だいしょういん）は、京都府京都市右京区にある真言宗御室派の寺院。山号は紫雲山。本尊は阿弥陀如来。

## 歴史
この寺の創建年代等については不詳であるが、この寺に残る十一面観音像は平安時代の作と伝えられる。その後盛衰を繰り返し、現在の姿になったのは近代以降のことである。

## 札所
- 近畿楽寿三十三箇所第27番

## 所在地
- 京都府京都市右京区京北上弓削町上ノ段36